# Ichthyoxenus opisthopterygium
Ichthyoxenus opisthopterygium is een pissebed uit de familie Cymothoidae. De wetenschappelijke naam van de soort is voor het eerst geldig gepubliceerd in 1916 door Ishii.